# Cutigliano

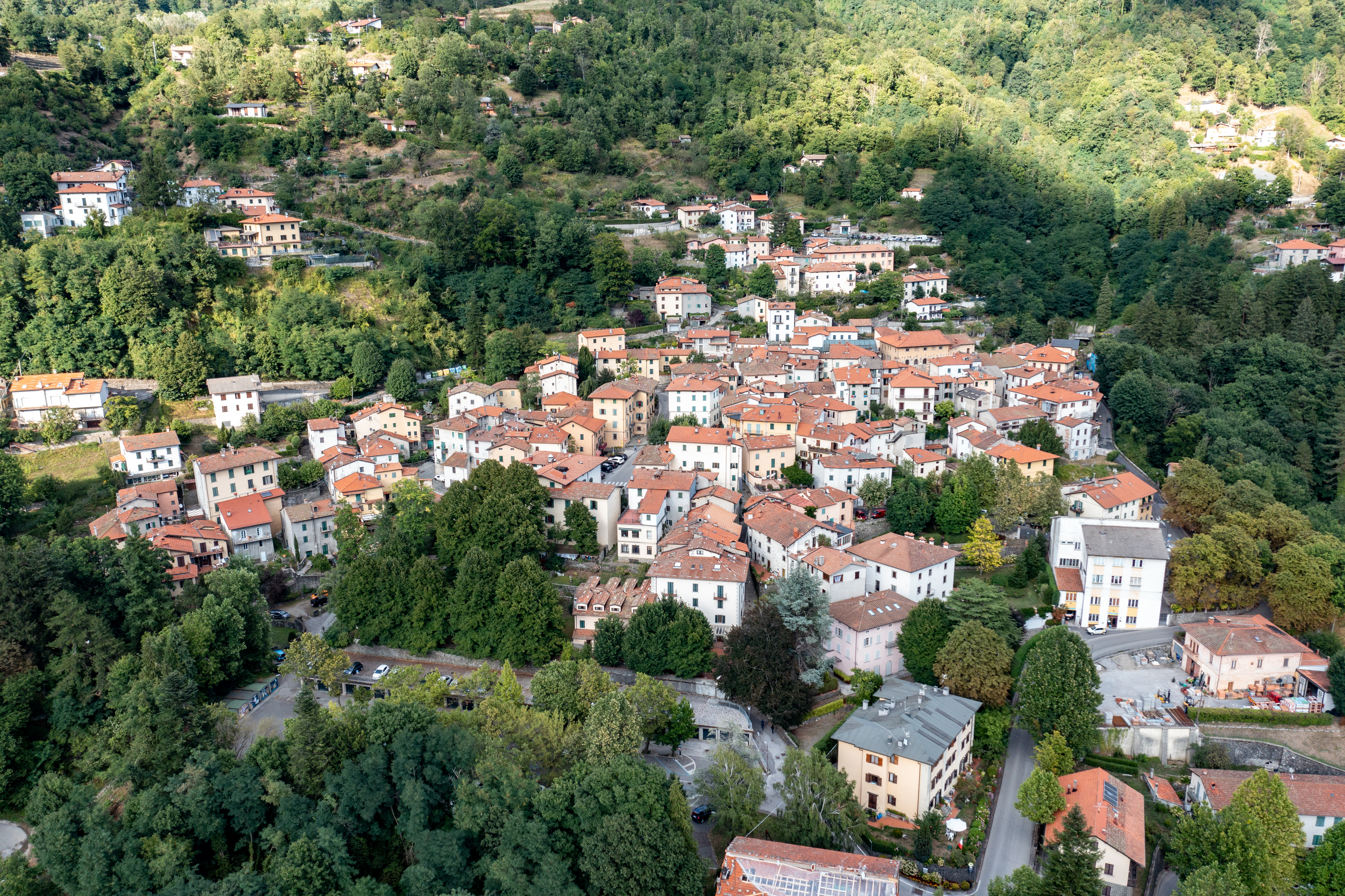
Cutigliano, 2021

Cutigliano è la frazione capoluogo del comune sparso di Abetone Cutigliano, nella provincia di Pistoia in Toscana.

## Geografia fisica
- Classificazione sismica: zona 3 (sismicità bassa), Ordinanza PCM 3274 del 20/03/2003
- Classificazione climatica: zona E, 2901 GG
- Diffusività atmosferica: bassa, Ibimet CNR 2002

## Storia
Cutigliano si affaccia alla porta della storia intorno all'anno mille; risalgono a questo periodo infatti i documenti storici più antichi che sono conservati nell'Archivio di Stato di Pistoia.
Alcune delle costruzioni architettoniche della città risalgono all'epoca del feudalesimo, come nel caso delle varie torri (a Montestuccioli, a Cacioli ed alla Cornia), posizionate nei punti dominanti e strategici.
A quell'epoca Cutigliano apparteneva al Comune di Lizzano, il più importante della Montagna Alta, con un governatore separato ed indipendente dalla città di Pistoia. Nessun documento indica con esattezza l'anno in cui Cutigliano si divise dal Comune materno, ma certamente non prima dell'anno 1255, in cui alcuni uomini di Cutigliano vennero eletti, tra gli altri, per amministrare il Comune di Lizzano; si ritiene che la scissione sia avvenuta intorno al 1300.
Cutigliano dovette affrontare dure battaglie per mantenere la propria libertà: fra le più cruente si ricordano quelle avvenute nel periodo intercorso tra gli anni 1320 e 1330 per sconfiggere ed allontanare dal proprio territorio Castruccio di Antelminelli, Capitano Generale di Guerra dei Lucchesi e, successivamente, gli scontri avvenuti con i ribelli della Valdinievole che, rifugiatisi nel castello di Lucchio, insidiavano i popoli della Montagna Alta, e la cui rivolta fu sedata nel 1330 dal Capitano Angiolo Panciatichi.
L'origine del Capitano di Montagna è incerta. Secondo alcuni autori è datare all'anno 1330 con Angiolo Panciatichi; la sua residenza all'inizio fu stabilita a San Marcello e solo successivamente si alternò con gli altri paesi. Secondo il Fioravanti l'origine dei Capitani risale al 1358, dopo la ribellione dei popoli della Montagna Alta, in quanto Pistoia, constatato che il governo, attraverso i Potestà, non dava i risultati voluti, mise un solo ministro, con il titolo appunto di Capitano della Montagna, il quale scelse come residenza Castel di Mura; nel 1361 a Lizzano; e nel 1373, a Cutigliano, con l'obbligo di fare ogni mese il giro dei castelli.
In quell'anno, dopo varie contestazioni, i Pistoiesi, in accordo con alcuni mediatori fiorentini e gli anziani, stabilirono che la carica di Capitano della Montagna doveva essere ricoperta da una persona di parte guelfa fiorentina. Dal 1377 la residenza si alternò ogni quattro mesi tra Cutigliano, San Marcello e Lizzano. Nel 1512, a seguito di un fatto increscioso, Lizzano perse il diritto ad ospitare il Capitano e da allora la residenza si alternò di sei mesi in sei mesi tra Cutigliano e San Marcello.
Nel corso della seconda guerra mondiale giungono a Cutigliano diversi ebrei, specie da Livorno, dapprima per sfuggire ai bombardamenti, e poi dopo l'8 settembre 1943 e la nascita della Repubblica Sociale Italiana, per sottrarsi agli arresti e alle deportazioni. Il 26 gennaio 1944, in una retata ne vengono fermati 7, uno dei nuclei maggiori di ebrei arrestati nella provincia di Pistoia. Solo uno di essi sopravviverà alla prigionia. Nei giorni del passaggio del fronte, altri due ebrei sono catturati e uccisi dalle truppe tedesche. Il 28 settembre 1944 l'anziano ebreo bolognese Tullio Levi è una della 11 vittime dell'eccidio di Pianosinatico perpetrato per rappresaglia per un attacco partigiano.. Arnaldo Pesaro, rinchiuso in un lanificio presso il Ponte dei Casotti, muore il 1º ottobre 1944 insieme ad altri 4 ostaggi quando i soldati tedeschi fanno saltare il ponte.
Dal 1º gennaio 2017 diviene capoluogo del nuovo comune di Abetone Cutigliano, istituito tramite la fusione con Abetone.

### Simboli
Lo stemma di Cutigliano si blasonava:

## Monumenti e luoghi d'interesse

### Architetture religiose
- Chiesa della Madonna di Piazza
- Chiesa di San Bartolomeo

### Architetture civili
- Palazzo di Giustizia

## Società

### Evoluzione demografica
Sono qui riportati gli abitanti del comune di Cutigliano dal 1861 al 2011, che comprendeva anche le località di Casotti-Ponte Sestaione, Doganaccia, Melo, Pian degli Ontani, Pian dei Sisi, Pian di Novello, Pianosinatico e Rivoreta.
Abitanti censiti

### Etnie e minoranze straniere
Secondo i dati ISTAT al 31 dicembre 2010 la popolazione straniera residente era di 57 persone. Le nazionalità maggiormente rappresentate in base alla loro percentuale sul totale della popolazione residente erano:
- Romania 43 2,72%

## Amministrazione
Quello che segue è l'elenco degli amministratori del comune di Cutigliano fino al 2017, anno dell'istituzione del comune di Abetone Cutigliano.
| Periodo         | Periodo          | Primo cittadino             | Partito                                 | Carica  | Note                         |
| --------------- | ---------------- | --------------------------- | --------------------------------------- | ------- | ---------------------------- |
| 1944            | 1945             | Francesco Fosco Chiti       | CLN                                     | Sindaco |                              |
| 1945            | 1946             | Luigi Bandini               | CLN                                     | Sindaco |                              |
| 1946            | 1954             | Giuseppe Niccolai Lazzerini | Democrazia Cristiana                    | Sindaco |                              |
| 1954            |                  | Gorino Gori                 | Democrazia Cristiana                    | Sindaco | vicesindaco facente funzioni |
| 1954            | 1956             | Foresto Petrucci            | Democrazia Cristiana                    | Sindaco |                              |
| 1956            | 1960             | Giorgio Braccesi            | Democrazia Cristiana                    | Sindaco |                              |
| 1960            | 1964             | Giovanni Micheli            | Partito Socialista Italiano             | Sindaco |                              |
| 6 dicembre 1964 | 29 maggio 1990   | Massimo Braccesi            | Democrazia Cristiana                    | Sindaco | [ 10 ]                       |
| 29 maggio 1990  | 24 aprile 1995   | Enzo Lenzini                | Democrazia Cristiana                    | Sindaco | [ 10 ]                       |
| 24 aprile 1995  | 14 giugno 1999   | Graziano Nesti              | Partito Democratico della Sinistra      | Sindaco | [ 10 ]                       |
| 14 giugno 1999  | 14 giugno 2004   | Graziano Nesti              | Democratici di Sinistra                 | Sindaco | [ 10 ]                       |
| 14 giugno 2004  | 8 giugno 2009    | Marina Lauri In Sisi        | centro-sinistra                         | Sindaco | [ 10 ]                       |
| 8 giugno 2009   | 26 maggio 2014   | Carluccio Ceccarelli        | lista civica                            | Sindaco | [ 10 ]                       |
| 26 maggio 2014  | 31 dicembre 2016 | Tommaso Braccesi            | lista civica: Cutigliano bene in comune | Sindaco | [ 10 ]                       |

### Gemellaggi
- Asnières-sur-Oise, dal 1990

## Sport

Cutigliano in una foto del 1938

La squadra di calcio, denominata ASD Ligacutiglianese, è stata fondata nel 2013 con la fusione delle squadre dei Abetone, Cutigliano, Piteglio e San Marcello Pistoiese, ereditando il titolo sportivo della vecchia Unione Sportiva Cutiglianese. Il colore sociale è l'amaranto. Milita nel campionato di Terza Categoria.
Presso la frazione ha sede il Tennis Club Cutigliano, con due campi da tennis in terra rossa, un polivalente in erba sintetica, campetto di basket in sintetico e piazzetta con canestri in sintetico, che organizza tornei ufficiali FIT. Qui da adolescenti vinsero un torneo Filippo Volandri e Francesca Schiavone.
Il territorio circostante è fornito di piste da trekking e di mountain-bike: si segnalano la pista che dalla Doganaccia scende nel bosco fino a Cutigliano in un dislivello di 700 metri, con risalita per mezzo dalla funivia; il sentiero 00, che conduce al crinale del Libro Aperto poi all'Abetone o al Lago Scaffaiolo quindi al Corno alle Scale; il sentiero per la Fonte del Capitano.